# Ólafur Darri Ólafsson
Ólafur Darri Ólafsson (nacido el 3 de marzo de 1973) es un actor, productor y guionista islandés-estadounidense. Entre sus interpretaciones destaca la serie de televisión islandesa Atrapados (Ófærð), en la que encarna al jefe de la policía de la pequeña localidad de Siglufjörður. Otras películas en las que ha destacado son Children y The Deep.

## Biografía
Ólafur nació de padres islandeses en el estado de Connecticut en Estados Unidos, donde su padre estudió medicina. Su familia regresó a Islandia cuando él tenía unos cuatro años.
Se graduó en la Escuela de Arte Dramático de Islandia en 1998. Después de terminar sus estudios trabajó en varias producciones del Teatro Nacional de Islandia y del Teatro de Reikiavik y también en algunos grupos de teatro independiente. Fue uno de los fundadores del Teatro Vesturport de Reikiavik